# Tamara Donà
Tamara Donà (Cittiglio, 5 dicembre 1973) è un'attrice, conduttrice televisiva e conduttrice radiofonica italiana.

## Biografia
Tamara Donà iniziò recitando in spot pubblicitari e successivamente passando agli sceneggiati tv (per le reti italiane, svizzere e francesi), tra cui Vita coi figli (1991).
Nel 1995 fu in Mollo tutto di José María Sánchez.
In seguito si mise in luce come inviata in rotocalchi televisivi di Italia 1 dedicati ai giovani, come Village, Planet e Fuego!, di cui fu conduttrice con la collaborazione di Francesca Fogar.
Nel 1999 condusse 105 Night Express e Target, uno dei rotocalchi più seguiti nelle reti Mediaset.
Nel 2000 fu a Rai 2 alla conduzione di Shout, la cui sigla è l'omonima canzone del gruppo musicale britannico Tears for Fears del 1985: durante la trasmissione, in cui alcuni studenti delle scuole superiori potevano gridare ciò che volevano, un padre si sentì oltraggiato da ciò che era stato detto dalla figlia e querelò la presentatrice per diffamazione, ma il processo si concluse con una prescrizione. Il 2001 ha segnato il passaggio a LA7, dove Donà ha condotto il game-show Il labirinto. L'anno dopo la conduttrice è stata impegnata alla radio su Radio Italia Network, ogni domenica mattina per presentare la trasmissione radiofonica Domenica Rin, e tutti i giorni su LA7 per un nuovo programma, Trend, dedicato alle mode del momento. Come attrice, nello stesso anno ha partecipato alla IV rassegna di Teatro e Archeologia, organizzata a Velleia Romana (Lugagnano Val d'Arda, PC) recitando la parte di Giocasta nel dramma Edipus di Seneca.
Il 2003 l'ha vista di nuovo nelle vesti di attrice nella rappresentazione teatrale de La Venexiana diretta da Beppe Arena. Dal 2004 al 2007 conduce il programma di gossip E! News Italia in onda sul canale satellitare E! Entertainment, mentre dal 2005 è tornata in radio nella rinnovata R101 con il programma quotidiano La ricarica. Nel 2008 su Sky conduce Sky Cine News. Dal 16 aprile 2012 conduce il programma televisivo di make-up Che trucco!.
A settembre 2015, durante la 72ª Mostra Internazionale d'arte Cinematografica di Venezia ha condotto Venice Today, format in onda su Iris in collaborazione con Grazia e Shiseido nel quale ha raccontato la mostra del cinema dal punto di vista del beauty e della moda. A dicembre 2015 è in onda su laeffe con Hashtag, talk show realizzato in collaborazione con ENI nel quale Tamara intervista personalità del mondo della ricerca scientifica, della cultura, dell’arte, dello sport e dello spettacolo.
Nel 2016 ritorna a Venezia in occasione della 73ª Mostra Internazionale d'arte Cinematografica di Venezia  per condurre Venice Lounge in onda su Iris e La5, e nel 2017, Tamara si dedica maggiormente all'attività di mamma, accrescendo nel frattempo la sua presenza sui social media e in TV come ospite in alcune trasmissioni come Caduta Libera e il Maurizio Costanzo Show e su Canale 5 e a Tale e quale show su Rai 1. Durante il corso dell'anno, continua la collaborazione con AzimutTV e torna alla kermesse veneziana con Shiseido e Venice Lounge.
Durante i primi mesi del 2018, la vedono impegnata in campagne sociali in collaborazione con Fondazione Umberto Veronesi, ed è testimonial della campagna web "Donne in Gamba"; per l'estate, dello stesso anno Tamara decide di fare il suo come-back radiofonico e per la prima volta é ai microfoni di Rai Radio 2, con il programma serale, Sere D'Estate in compagnia dello speaker Andrea Santonastaso. Grazie alla sua conduzione spigliata e vivace, Tamara Donà conquista il pubblico di Rai Radio 2 e viene confermata anche per la stagione invernale. Questa volta viene affiancata dalla voce di Gianluca Gazzoli per la conduzione di Quelli che... A Radio 2, spin-off radiofonico dello storico programma TV Quelli che il Calcio. Nel frattempo, sempre sulle onde di Rai Radio 2, ha condotto le due serate speciali di Sanremo Giovani anticipando il Festival di Sanremo 2019.
A fine anno, conduce da sola gli speciali natalizi di Rai Radio 2, dal titolo Quelli che... A Natale, per poi tornare con la stagione regolare durante i weekend con Quelli che... A Radio 2, di nuovo in compagnia di Santonastaso, fino alla primavera 2019.
Attualmente conduce in coppia con Guido Bagatta, e dal 10 gennaio 2022 con Giancarlo Cattaneo, il programma Take it easy in drive time su Radio Monte Carlo.

## Filmografia

### Attrice
- Vita coi figli, regia di Dino Risi – miniserie TV (1991)
- La ruota gira – serie TV (1993)
- Mollo tutto, regia di José María Sánchez (1995)
- Le retour d'Arsène Lupin – serie TV (1995)
- L'avvocato – serie TV (2003)
- Materia viva, regia di Marco Falorni, Andrea Frassoni e Stefania Vialetto – docufilm (2023)

### Doppiatrice
- Mamita in PAPmusic - Animation for Fashion